# Digitalis viridiflora
Digitalis viridiflora là một loài thực vật có hoa trong họ Mã đề. Loài này được Lindl. mô tả khoa học đầu tiên năm 1821.

## Hình ảnh

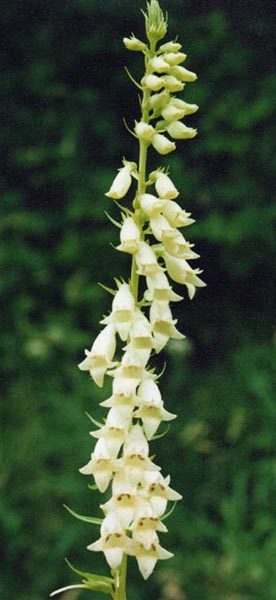
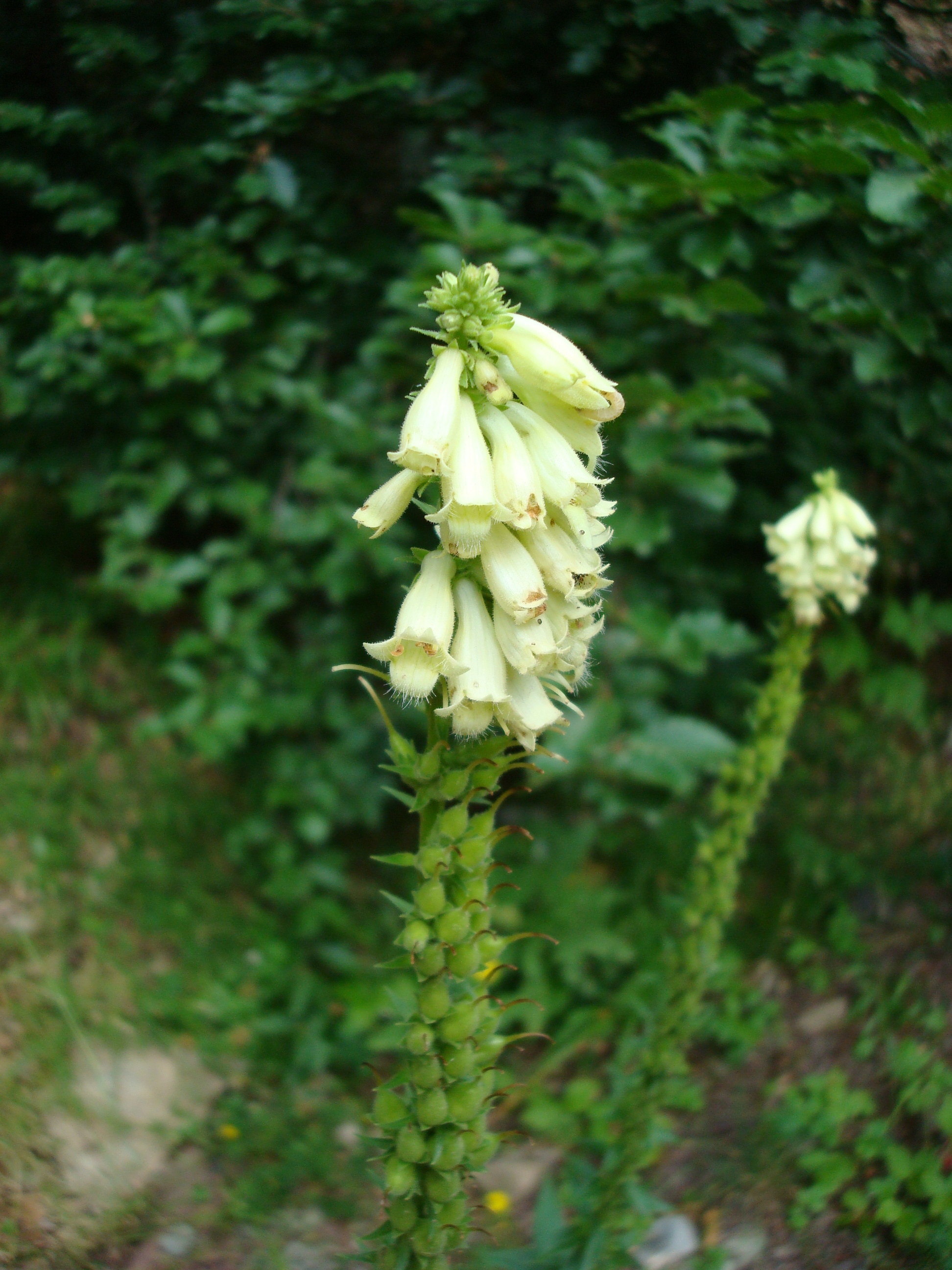